# Луи III (граф Лоона)
Луи III де Лооз (фр. Louis III de Looz; ум. до 11 августа 1236) — граф Лоона в 1221—1227 годах, граф Ринека с 1227, бургграф Майнца.

## Биография
Родился не ранее 1204 г. Сын Герхарда III фон Ринека (ум. 1218) и Кунегонды фон Циммерн.
После смерти отца находился (вместе с братом) под опекой дяди — Арнуля III, который и принял титул графа Ринека, а в 1220 г. стал управлять и Лооном.
Арнуль III умер в 1221 году. Луи III и его брат Арнуль IV сначала управляли наследством сообща. Но поскольку Лоон и Ринек расположены далеко друг от друга (первый — в Нижней Лотарингии, второй — в Баварии), братья в 1227 г. разделили свои владения. Луи III взял себе Ринек. Также он носил титул виконта (бургграфа) Майнца.

## Брак и дети
Жена — Адельгейда фон Хеннеберг (ум. до 1259), дочь графа Поппо VII фон Хеннеберга. Известны шестеро их детей:
- Людвиг III (ум. 1289/91), граф Ринека
- Герхард IV (ум. 1295/96, граф Ринека
- Генрих, упом. 1260
- Зибото, упом. 1251
- Кунигунда, жена Боппо III, графа фон Вертхайма.
- Эуфемия, жена Поппо I фон Дюрна, графа Дильсберга.